# François Bussini
François Jacques Bussini (* 21. Mai 1936 in Sallanches, Département Haute-Savoie, Frankreich; † 13. Oktober 2018 in Besançon) war ein französischer Geistlicher und römisch-katholischer Bischof von Amiens.

## Leben
François Bussini empfing am 5. Juli 1965 die Priesterweihe für das Erzbistum Besançon. Er studierte an der Sorbonne in Paris und an der Universität Straßburg und erwarb ein Lizenziat in Philosophie und ein Doktorat in Theologie. Ab 1970 war er Professor für Fundamentaltheologie an der Katholisch-Theologischen Fakultät von Straßburg. 
Papst Paul VI. ernannte ihn am 12. Dezember 1977 zum Titularbischof von Febiana und zum Weihbischof in Grenoble. Die Bischofsweihe spendete ihm der Erzbischof von Besançon, Marc-Armand Lallier, am 4. März 1978; Mitkonsekratoren waren Gabriel Matagrin, Bischof von Grenoble, und Lucien Daloz, Bischof von Langres.
Papst Johannes Paul II. ernannte ihn am 28. Dezember 1985 zum Bischof von Amiens und nahm am 6. März 1987, nach weniger als 15 Monaten im Amt, sein Rücktrittsgesuch an.